# 1 Tessalonicenses 3
1 Tessalonicenses 3 é o terceiro capítulo da Primeira Epístola aos Tessalonicenses, de autoria do Apóstolo Paulo (com o apoio de Silas e Timóteo), que faz parte do Novo Testamento da Bíblia.

## Estrutura
1. Envia Timóteo para fortalecer a igreja, v. 1-5
2. O informe favorável do mensageiro e seu efeito reconfortante, v. 6-9
3. A oração sincera de Paulo para que possa visitar a igreja e ajudá-la a desenvolver-se espiritualmente, v. 10-13

## Manuscritos originais
- O texto original é escrito em grego Koiné.
- Alguns dos manuscritos que contém este capítulo ou trechos dele são:
  - Uncial 0183
  - Codex Vaticanus
  - Codex Sinaiticus
  - Codex Alexandrinus
  - Codex Freerianus
  - Codex Claromontanus
- Este capítulo é dividido em 13 versículos.